# Ужгородський автобус
Ужгородський автобус — система громадського транспорту Ужгорода, що складається з міських та приміських маршрутів. Основним перевізником є КП «Ужгородський муніципальний транспорт», також є приватні перевізники. У поминальні дні (в першу неділю після православного Великодня, вшанування померлих) — маршрути до кладовища, вийнятком є маршрут №156, який курсує цілий рік.

## Історія
21 жовтня 2018 року перші три автобуси Електрон А18501 вийшли на маршрут № 20.
17 липня 2020 року підписано договір на постачання 7 автобусів Електрон А18501.
14 серпня 2021 року прибули ще 7 автобусів Електрон А18501.
25 травня 2022 року підняли ціну до 12₴.
З 1 серпня 2022 року маршрут № 38 курсуватиме через площу Шандора Петефі.
4 лютого 2025 року було збільшено кількість автобусів на маршруті № 156 до 2 одиниць.
24 лютого 2025 року було запущено автобусний маршрут № 11Б, на якому курсують 3 нові автобуси Електрон А18501.

## Маршрути
| Перелік автобусних маршрутів міста Ужгород. |                                                                |                                               |                                                                     |
| №                                           | Сполучення                                                     | Перевізник                                    | Примітка                                                            |
| 1                                           | пл. Ш. Петефі — м-н «Дравці» — с. Баранинці                    | ПАТ «Ужгородське АТП 12107»                   |                                                                     |
| 2                                           | пл. Ш. Петефі — м-н «Горяни» — в/м 555                         | ПАТ «Ужгородське АТП 12107»                   |                                                                     |
| 3                                           | вул. Чорновола — пл. Ш. Петефі                                 | ТОВ «Транс-Уж»                                |                                                                     |
| 4                                           | пл. Корятовича — КПП «Ужгород»                                 | ТОВ «Транс-Уж»                                |                                                                     |
| 5                                           | пл. Корятовича — Залізничний вокзал                            | ТОВ «Транс-Уж»                                |                                                                     |
| 6                                           | пл. Корятовича — УжНУ                                          | ТОВ «Транс-Уж»                                |                                                                     |
| 7                                           | вул. Грушевського — вул. Котляревського                        | ТОВ «Паннонія Авто-Центр»                     |                                                                     |
| 7д                                          | вул. Грушевського — дачний масив «Шахта»                       | ТОВ «Паннонія Авто-Центр»                     |                                                                     |
| 8                                           | вул. Чорновола — УжНУ                                          | ТОВ «Паннонія Авто-Центр»                     |                                                                     |
| 9                                           | вул. Котляревського — речовий ринок — медичний центр «Покров»  | ТОВ «Паннонія Авто-Центр»                     |                                                                     |
| 10                                          | гіпермаркет «Нова лінія» — м-н «Горяни»                        | ПАТ «Ужгородське АТП 12107»                   |                                                                     |
| 11                                          | пл. Корятовича — гіпермаркет «Нова лінія» — вул. Володимирська | ПАТ «Ужгородське АТП 12107»                   |                                                                     |
| 11б                                         | пл. Корятовича — Боздоський парк — вул. Володимирська          |                                               |                                                                     |
| 12к                                         | пл. Корятовича — с. Розівка                                    | ТОВ «Транс-Уж»                                |                                                                     |
| 12п                                         | пл. Ш. Петефі — с. Розівка                                     | ТОВ «Транс-Уж»                                |                                                                     |
| 14                                          | пл. Корятовича — вул. Чорновола                                | ПАТ «Ужгородське АТП 12107»                   |                                                                     |
| 15                                          | вул. П. Мирного — с. Оноківці — вул. Довга                     | ПАТ «Ужгородське АТП 12107»                   |                                                                     |
| 17                                          | вул. Котляревського — УжНУ                                     | ТОВ «Паннонія Авто-Центр»                     |                                                                     |
| 18                                          | Гіпермаркет «Епіцентр» — УжНУ                                  | КП «Ужгородський муніципальний транспорт» УМР | Є можливість що маршрут буде продовжено до Слов'янської наберожної. |
| 20                                          | пл. Корятовича — речовий ринок — медичний центр «Покров»       | КП «Ужгородський муніципальний транспорт» УМР |                                                                     |
| 21                                          | вул. Чорновола — речовий ринок — медичний центр «Покров»       | ПАТ «Ужгородське АТП 12107»                   |                                                                     |
| 22                                          | вул. Чорновола — пл. Корятовича                                | КП «Ужгородський муніципальний транспорт»     |                                                                     |
| 24                                          | м-н «Дравці» — УжНУ                                            | КП «Ужгородський муніципальний транспорт»     |                                                                     |
| 26                                          | Залізничний вокзал — УжНУ                                      | ТОВ «Транс-Уж»                                |                                                                     |
| 27                                          | Ужгородський коледж культури і мистецтв — УжНУ                 | ПП «Шік-Транс»                                |                                                                     |
| 38                                          | вул. Чорновола — УжНУ                                          | КП «Ужгородський муніципальний транспорт» УМР |                                                                     |
| 156                                         | вул. Чорновола — міський цвинтар «Барвінкош»                   | КП «Ужгородський муніципальний транспорт» УМР | З 28 березня 2022 р. тимчасово обслуговує УМР.                      |
| 158                                         | пл. Корятовича — міський цвинтар «Барвінкош»                   | ФОП Симкович Михайло Юрійович                 |                                                                     |